# Celiprololo
Il  celiprololo cloridrato è un principio attivo di indicazione specifica contro l'ipertensione; rispetto a farmaci dalla simile dinamica d'azione, il celiprololo causa una minore sensazione di freddo e una bradicardia meno marcata.

## Indicazioni
È utilizzato come medicinale in cardiologia contro l'ipertensione lieve e moderata, l'angina tranne quella di Prinzmetal, le aritmie comprese le tachicardie.
Sembra avere un effetto protettivo nei pazienti con sindrome di Ehlers-Danlos di tipo vascolare, riducendo il rischio di dissecazione e di rottura delle arterie, solitamente molto alto in questi soggetti.

## Controindicazioni
Bradicardia, shock cardiogeno.

## Dosaggi
- 200 mg una volta al giorno (max 400 mg al giorno)

## Farmacodinamica
I betabloccanti inibiscono i recettori beta del sistema adrenergico presenti nel cuore, riducendo in pratica il lavoro del cuore.
Effetti positivi di tale farmaco li si ritrovano nella riduzione della gittata cardiaca e la pressione arteriosa. Mentre per quanto riguarda le forme di angina pectoris migliorando la tolleranza agli sforzi ne limita la sintomatologia.
Agendo nel sistema simpatico fino a bloccarlo e sulla capacità di conduzione del cuore risulta utile anche contro le aritmie cardiache e nello scompenso cardiaco.

## Effetti indesiderati
Rallentando il ritmo del cuore possono quindi indurre depressione del miocardio, il muscolo del cuore.
I betabloccanti sono alla base della terapia cronica dello scompenso cardiaco insieme agli ace-inibitori a basse dosi. Dire che siano da evitare assolutamente nella terapia dello scompenso è un'incorrettezza assoluta.
È sconsigliato l'uso e utilizzato solo se non vi sono altre scelte in persone con episodi passati di asma e broncospasmo.
Altri effetti indesiderati sono cefalea, vertigini, nausea, sonnolenza, broncospasmo, affaticamento.